# 船尾座π流星雨
船尾座π流星雨（Pi Puppids）與週期彗星葛里格-斯傑勒魯普彗星有關的流星雨，大約出現在每年的4月23日，但只有母彗星回歸的那一年出現的流星數量才會較多。
由於受到木星對這顆彗星軌道攝動的影響，很難預測每次母彗星接近地球時的流星雨強度。上次母彗星在2003年回歸，而最近一次是2008年。
這個流星雨因為輻射點接近船尾座的π星而得名，它在天球上的赤道座標大約是赤經112度，赤緯-45度，使得這個流星雨比較適合在南半球觀測。
這個流星雨在1972年才被發現，大約每5年出現一次 － 彗星回歸通過近日點的週期，但是每小時出現的流星數量並不多。

## 外部連結
- 船尾座π流星雨的觀測和歷史